# Вооружённые силы Кувейта

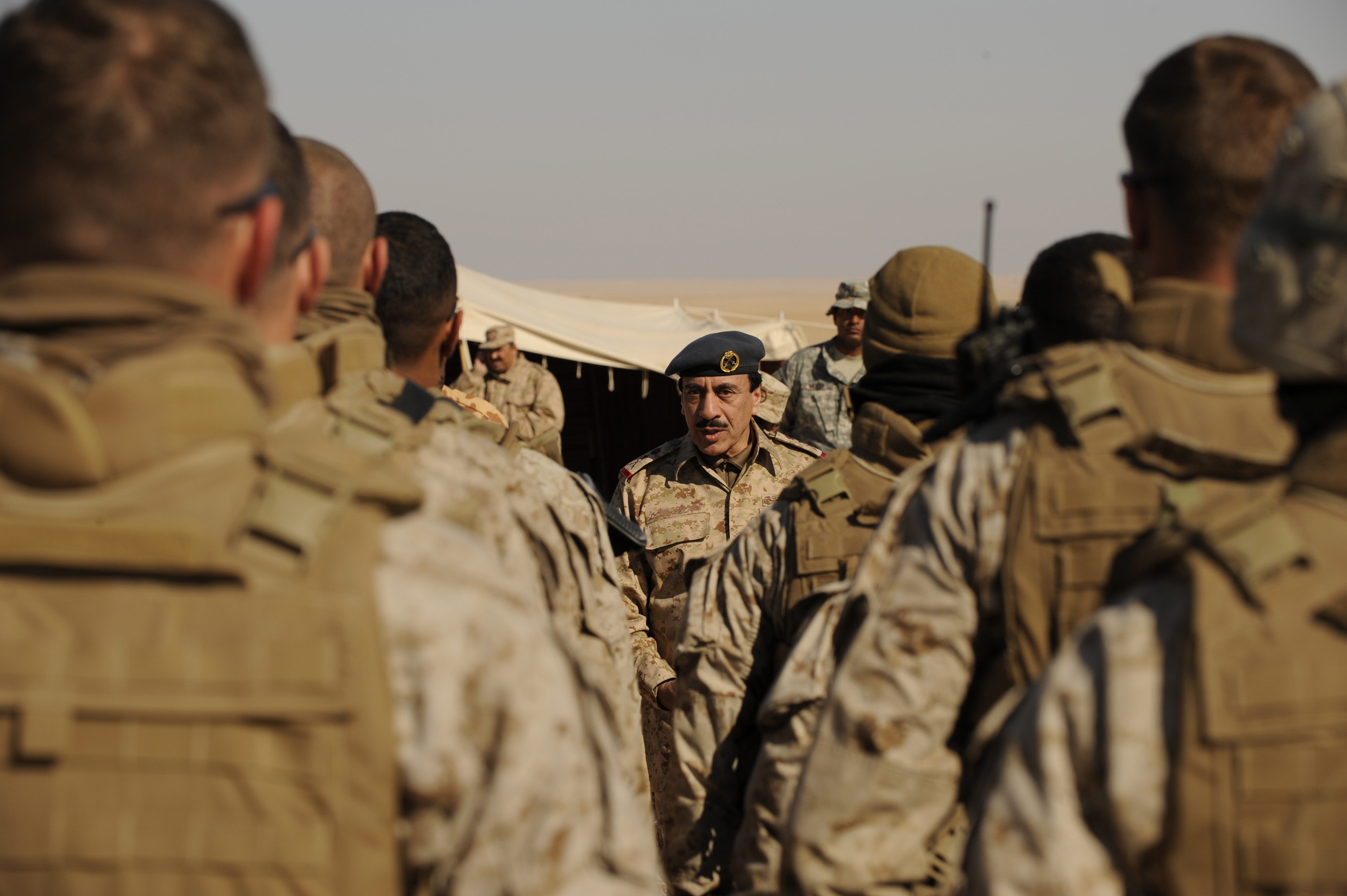

Военные силы Кувейта (араб. الجيش الكويتي‎) — совокупность групп сухопутных, морских и военно-воздушных подразделений, с целью обороны страны как от внешних, так и внутренних угроз против мирных граждан и суверенитета страны. По конституции Кувейта, верховным главнокомандующим вооружённых сил страны является эмир, но повседневное командование осуществляется министром обороны через начальника Генерального штаба и командующего Национальной гвардией, подчинённого напрямую министру. Срок службы по призыву составляет 24 месяца.

## История
Начало возникновения современной армии восходит к местным, национальным службам безопасности, которые в 1947 году легли в основу зарождавшейся армии Кувейта, находившегося под протекторатом Великобритании.
После принятия суверенитета в 1961 году у Кувейта было несколько пехотных и мотострелковых дивизий, ограниченное число бронетехники. Общая численность военнослужащих составляла в это время 2500 человек.

### Война в Персидском заливе
После Вторжения Ирака в Кувейт в 1990 году вооружённые силы Кувейта были фактически уничтожены, лишь 5 тысячам кувейтских солдат удалось убежать в Саудовскую Аравию. Лишь часть авиации, которая перелетела в Саудовскую Аравию, не пострадала. После вмешательства стран-посредников в соответствии с резолюцией № 660 (см. Война в Персидском заливе) иракские войска были изгнаны из страны. Вооружённые силы Кувейта фактически были созданы заново по 12-летней программе с 1991 по 2003 год. Только на 1992 год был запланирован оборонный бюджет, составлявший около 9 миллиардов долларов США, что в шесть раз превышало довоенный. В 2008 году оборонный бюджет страны составил 1,195 миллиарда динаров, или 4,336 миллиарда долларов.

## Состав вооружённых сил
По данным Международного института стратегических исследований (IISS) в The Military Balance на 2010 Архивная копия от 12 октября 2012 на Wayback Machine год армия Кувейта состоит из сухопутных сил, военно-морских сил и военно-воздушных сил, а также Национальной гвардии.

### Сухопутные войска
- Сухопутные силы составляют около 11 тыс. человек (включая до 3,7 тыс. иностранных специалистов) в составе 10 бригад (3 бронетанковые, бригада гвардии эмира, резервная, 2 мотопехотные, артиллерийская, инженерная, разведывательная) и отдельного батальона специального назначения.
- Национальная гвардия — 6,6 тыс. чел

Вооружение:
- 368 танков (150 М84, 218 М1А2 «Абрамс», примерно половина находится на хранении; ранее на вооружении также были британские танки «Chieftain»[2]),
- 76 БМП-2, 120 БМП-3, 254 БМП «Дезерт Уорриор»,
- 321 БТР (в том числе 40 на хранении), 113 самоходных гаубиц калибра 155 мм (из них 18 на хранении),
- 27 РСЗО «Смерч» калибра 300 мм,
- 78 миномётов,
- 118 ПУ ПТУР TOW (включая 8 М-901. 66 на базе автомобиля HMMWV),
- около 200 84-мм БЗО.

### Военно-морские силы
Военно-морской флот — 2 тысячи человек (в том числе 500 военнослужащих береговой охраны).
Вооружение:
- ВМС: 10 РКА (1 TNC-45, 1 FPB-57, 8 «Комбаттанте I»), 12 патрульных катеров, 2 десантных катера, 1 вспомогательное судно.
- БОХР: 4 ПКА, 30 катеров.

### Военно-воздушные силы
В состав ВВС Кувейта по состоянию на 2008 год входили 1 ударная, 2 истребительно-бомбардировочные, 3 вертолётные, 2 учебные и одна транспортная эскадрилья, размещённые на двух основных авиабазах, а также авиаотряд для транспортировки руководства страны и правительственных чиновников.
По данным журнала Aviation Week & Space Technology, в ВВС Кувейта насчитывался 31 истребитель-бомбардировщик F/A-18, 16 многоцелевых и 6 ударных вертолётов, а также около 50 единиц транспортной и учебно-тренировочной авиатехники.